# Dunne darm
De dunne darm of het intestinum tenue is een onderdeel van het spijsverteringsstelsel dat tussen de maag en de dikke darm ligt. De dunne darm is het langste deel van het spijsverteringsstelsel. De meeste (zoog)dieren hebben een dunne darm.
De dunne darm is voortdurend in beweging om de spijsbrij heen en weer te persen en  fijn te malen. Dit gebeurt met behulp van de lengte- en kringspieren die zich in de wand van de dunne darm bevinden. Via grote hoeveelheden bloed- en lymfehaarvaten, gelegen in uitstulpingen van de darmwand (de darmvlokken), gaan bruikbare voedingsstoffen het bloed of de lymfe in.
De dunne darm is bij mensen ongeveer zes meter lang en haalt de belangrijkste voedingsstoffen uit het genuttigde voedsel.
Het contactoppervlak van de dunne darm is ongeveer 32 vierkante meter.
De dunne darm wordt voornamelijk van zuurstofrijk bloed voorzien door de arteria mesenterica superior.

## Functies
De dunne darm vervult meerdere functies namelijk: 
- verteren van voeding
- absorberen van splitsingsproducten, water en vitamines
- verdediging door middel van antilichamen
- doorvoeren van nutriënten
- productie van neuroendocriene peptiden (peptidehormonen), bijvoorbeeld cholecystokinine dat wordt aangemaakt in gespecialiseerde epitheelcellen (enteroendocriene cellen) in de wand van de twaalfvingerige darm

In de twaalfvingerige darm wordt de spijsbrij vermengd met spijsverteringssappen. Deze zijn aangemaakt in de alvleesklier (alvleeskliersap) en in de lever (galvloeistof). De spijsverteringsenzymen in alvleeskliersap zijn nodig voor een goede vertering van vetten, eiwitten en suikers. In galvloeistof zitten stoffen die een belangrijke functie hebben bij het emulgeren van spijsvetten. Deze kunnen hierdoor verder afgebroken worden als onderdeel van de vertering. De dunne darm maakt zelf ook een klein deel van de spijsverteringsenzymen aan.

## Opbouw
De dunne darm bestaat uit drie delen:
1. twaalfvingerige darm of duodenum (ca. 12 duimbreedtes lang 0,25 m), waarvan de belangrijkste functie het neutraliseren van de pH is
2. nuchtere darm of jejunum (ca. 2,5 m lang)
3. kronkeldarm of ileum (ca. 3,5 m lang)